# Chocobo (serie)
La serie Chocobo es parte de la franquicia Final Fantasy propiedad de Square Enix. Una serie spin-off destinada a tener más atractivo infantil y jugador casual que los juegos principales, abarca múltiples géneros, comenzando con Chocobo no Fushigina Dungeon  en 1997. Presenta un elenco recurrente de personajes diseñados por Toshiyuki Itahana y representados en un estilo más chibi que los juegos tradicionales de Final Fantasy. Incluyen a Chocobo, el protagonista y miembro de la especie ficticia chocobo de aves no voladoras; Mog, un moogle que es amigo de Chocobo, Shirma, una maga blanca, y Croma, una maga negra, entre otros personajes recurrentes de la serie. Uno de los géneros más importantes de la serie son los juegos Mystery Dungeon, aunque también se ha diversificado hacia los juegos de mesa. Su entrega más reciente es Chocobo GP, un juego de carreras de karts lanzado en 2022 para Nintendo Switch.

## Videojuegos
| 1997 | Chocobo no Fushigina Dungeon                                                                                      |
| 1998 | Chocobo's Dungeon 2                                                                                               |
| 1999 | Chocobo Racing Chocobo Collection                                                                                 |
| 2000 | Chocobo on the Job                                                                                                |
| 2001 | |
| 2002 | Chocobo Land: A Game of Dice Chocobo Anywhere                                                                     |
| 2003 | Chocobo Anywhere 2: Escape! Ghost Ship Choco-Mate                                                                 |
| 2004 | Chocobo Anywhere 2.5: Infiltrate! Ancient Ruins Chocobo Anywhere 3: Defeat! The Great Rainbow-Colored Demon       |
| 2005 | |
| 2006 | Final Fantasy Fables: Chocobo Tales Chocobo de Mobile                                                             |
| 2007 | Final Fantasy Fables: Chocobo's Dungeon                                                                           |
| 2008 | Chocobo and the Magic Picture Book: The Witch, the Girl, and the Five Heroes Cid and Chocobo's Mysterious Dungeon |
| 2009 | |
| 2010 | Chocobo Panic Chocobo's Crystal Tower                                                                             |
| 2011 | |
| 2012 | Chocobo's Chocotto Farm                                                                                           |
| 2013 | |
| 2014 | |
| 2015 | |
| 2016 | |
| 2017 | |
| 2018 | |
| 2019 | Chocobo's Mystery Dungeon Every Buddy!                                                                            |
| 2020 | |
| 2021 | |
| 2022 | Chocobo GP |

El primer juego de Chocobo lanzado fue Chocobo's Mysterious Dungeon de 1997 para PlayStation. Le siguió en la consola una secuela de 1998, Chocobo's Dungeon 2, así como Chocobo Racing en 1999. Racing se incluyó con otros dos juegos, Chocobo Stallion, un juego de carreras y cría, y Dice de Chocobo, un juego de mesa digital, para formar la compilación Chocobo Collection, lanzada el mismo año.
Chocobo on the Job fue lanzado en 2000 para WonderSwan, mientras que Chocobo Anywhere fue lanzado en 2002 para dispositivos móviles. Chocobo Anywhere recibió varias secuelas a lo largo de 2003 y 2004; Chocobo Anywhere 2: Escape! Ghost Ship, Chocobo Anywhere 2.5: Infiltrate! Ancient Ruins, y Chocobo Anywhere 3: Defeat! The Great Rainbow-Colored Demon. Otros dos juegos móviles, Choco-Mate y Chocobo de Mobile, se lanzaron en 2003 y 2006, respectivamente.
En consolas portátiles, Chocobo Land: A Game of Dice, una versión mejorada de Dice de Chocobo, fue lanzada en 2002 para Game Boy Advance . Le siguió en 2006 Final Fantasy Fables: Chocobo Tales para Nintendo DS. Chocobo Tales recibiría una secuela exclusiva para Japón en 2008, Chocobo and the Magic Picture Book: The Witch, the Girl, and the Five Heroes. La mazmorra misteriosa de Cid y Chocobo se lanzó para DS el mismo año. En Consolas domésticas, Final Fantasy Fables: Chocobo's Dungeon fue lanzado en 2007 para Wii.
En 2010 se lanzó Chocobo Panic para iOS y Chocobo's Crystal Tower para dispositivos móviles. Un simulador de agricultura, Chocobo's Chocotto Farm, fue lanzado en 2012, también para iOS. Luego, la serie hizo una pausa hasta 2019, cuando se lanzó Chocobo's Mystery Dungeon Every Buddy!, una nueva versión del título original de Wii, para Nintendo Switch y PlayStation 4. A esto le siguió el lanzamiento en 2022 de Chocobo GP, un juego de carreras de karts, para iOS, Android y Switch.

### Juegos cancelados
Chocobo Racing 3D, un juego de carreras de karts para 3DS que habría sido una secuela de Chocobo Racing, fue anunciado en el E3 2010, pero cancelado en 2013 debido a que su calidad no alcanza los estándares de la empresa.

## Otros medios
Se han lanzado varios juegos de mesa basados en la franquicia e ilustrados por Itahana. En 2016 se lanzó un juego de cartas, Chocobo's Crystal Hunt. En 2019 se lanzó un juego de mesa, Chocobo Party Up!.
Un libro ilustrado, Chocobo and the Airship, se lanzó en 2021 en Japón y en 2023 en Occidente. Sigue a Chocobo y al personaje recurrente Cid mientras intentan construir un dirigible Airships in Final Fantasy y luchar contra los monstruos que amenazan su ciudad.

## Desarrollo
El diseñador de personajes de la serie Chocobo, Toshiyuki Itahana, también trabajó en las series Final Fantasy Crystal Chronicles, Final Fantasy IX y  Exploradores de Final Fantasy. Cuando inicialmente estaba diseñando el personaje Chocobo para "Chocobo's Mysterious Dungeon", intentó estilizarlo para que fuera visible en una cuadrícula. Trató de hacer su apariencia más elegante, conservando elementos parecidos a los de un monstruo, como un pico más afilado, pero creía que ese diseño no era apropiado para un "amado protagonista" y lo hizo más redondeado y lindo. El personaje de Mog se agregó debido a la incapacidad de Chocobo para hablar, para tener un compañero de conversación que pudiera comunicar los pensamientos de Chocobo al jugador.
Además de la serie en sí, Chocobo recibió un cameo en un juego principal, Final Fantasy XIV, bajo el alias de Alpha. Fue elegido para el papel por haber vencido a Omega más que cualquier personaje de "Final Fantasy".

## Recepción

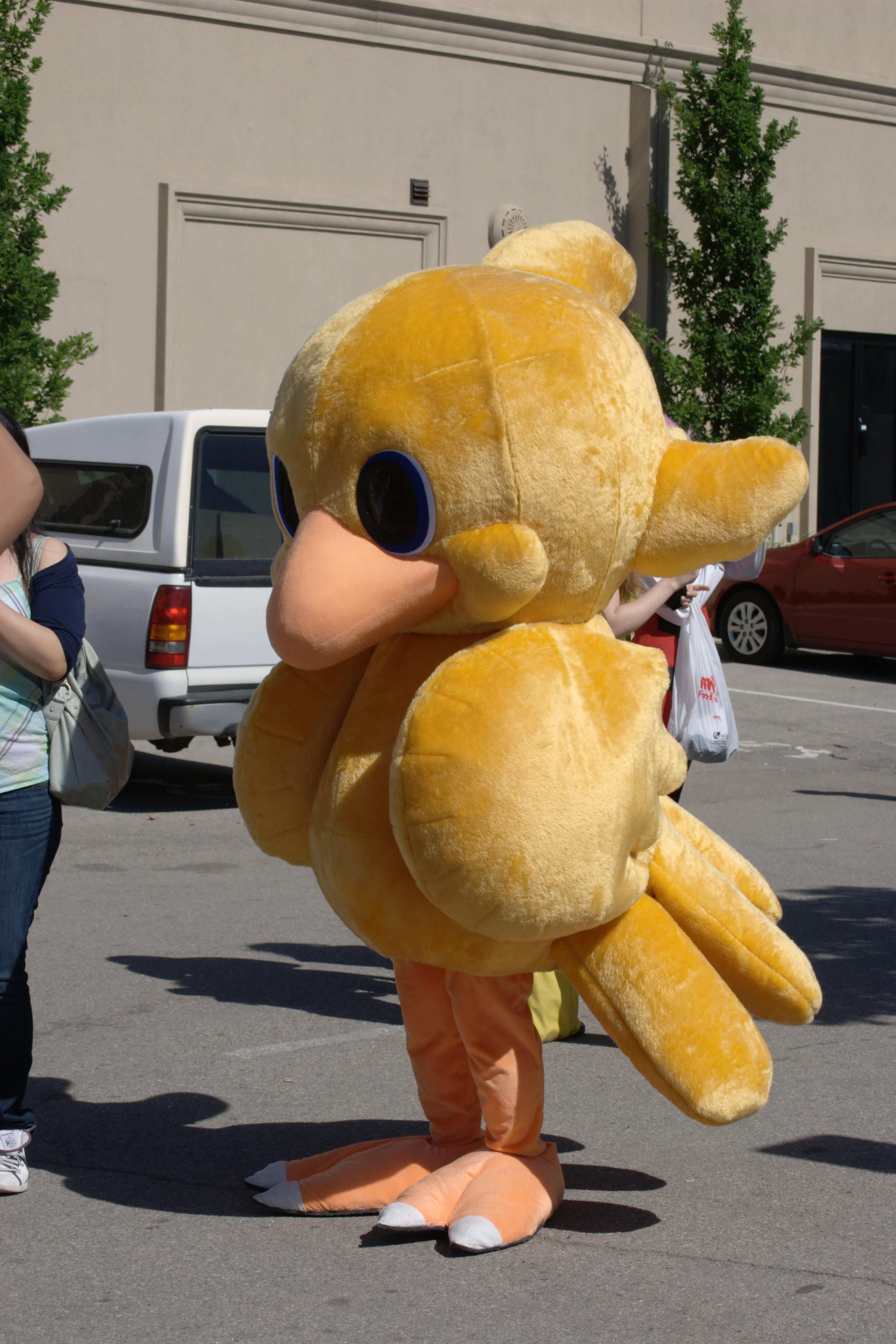
Cosplay hecho por fans que representa a Chocobo, el chibi protagonista de la serie.

La serie "Chocobo" fue recibida inicialmente con sorpresa en Occidente debido a la reputación de Square por sus juegos intensos. En 1999, IGN llamó a Chocobo Racing una "tangente comercial" que se parecía más a un juego de Nintendo, describiendo a Chocobo como una "criatura pájaro extraña y adorable".
En 2007, Frank Caron de Ars Technica criticó muchos de los juegos de la serie, afirmando que eran "bastante poco atractivos". Describió la subserie Chocobo's Dungeon como "un rastreo de mazmorras simplista del mínimo común denominador", mientras que llamó a "Chocobo Racing" un "clon de carreras de karts completamente derivado". Sin embargo, elogió el diseño de Chocobo, afirmando que era "tan fácilmente identificable que simplemente no puedo negarme el deseo natural de participar en sus astutas aventuras" a pesar de ser un "pájaro aparentemente normal". También expresó entusiasmo por el lanzamiento de Chocobo Tales, diciendo que lo dejó "embelesado" debido a su estilo artístico y jugabilidad. En 2009, IGN señaló que en la época de PlayStation, Square Enix estaba ansioso por explotar la popularidad de la serie Final Fantasy de una manera nunca lo habían hecho antes. Al describir la serie Chocobo como "aventuras moderadamente agradables" que "atravesaron todos los géneros", sin embargo llamaron a Final Fantasy Tactics "el único spin-off de la era PlayStation que realmente importa". En 2012, la revista Retro Gamer calificó la subserie Chocobo Tales como el "punto culminante indudable" a pesar de sus juegos de numerosos géneros. En 2023, El A.V. Club afirmó que si bien la serie Chocobo llegó "esporádicamente" a Estados Unidos, fue "típicamente bienvenida" cuando lo hizo, combinando una "estética amigable para los niños" con una jugabilidad "fornida" en el caso de sus entregas de Mistery Dungeon.